# Шер Мирон Наумович
Мирон Наумович Шер (29 червня 1959, Чернівці — 21 серпня 2020, Нью-Йорк) — американський шахіст, гросмейстер (1992).

## Шахова кар'єра
Чемпіонат РСФСР серед молодих майстрів (1974) — 1—2-е місце. Переможець Усеармійського турніру сильних шахістів (1981). Чемпіонат ВС СССР і півфінал чемпіонату СССР (1981) — 1-3-є місця.
Кращі результати у міжнародних змаганнях: Прага (1987) — 2-4-е місця, Новий Сад (1988) — 1-2-е місця, Ефоріє-Норд (1989) — 2-6-е місця, Балатонберен (1989) — 1-е; Будапешт червень, 1989) — 3-є місце.

## Турнірні результати

### Результати виступів у чемпіонатах України
Мирон Шер зіграв у двох фінальних турнірах чемпіонатів України, набравши загалом 15½ з 26 можливих очок (+9-4=13).
| Рік  | Місто           | Турнір                 | + | − | = | Результат | Місце |
| ---- | --------------- | ---------------------- | - | - | - | --------- | ----- |
| 1971 | Донецьк         | 40-й чемпіонат України | 5 | 2 | 6 | 8 з 13    | 8—12  |
| 1973 | Дніпропетровськ | 42-й чемпіонат України | 4 | 2 | 7 | 7½ з 13   | 18    |